# Ер-Еркеншвик
Ер-Еркеншвик (њем. Oer-Erkenschwick) град је у њемачкој савезној држави Северна Рајна-Вестфалија. Једно је од 10 општинских средишта округа Реклингхаузен. Према процјени из 2010. у граду је живјело 30.303 становника. Посједује регионалну шифру (AGS) 5562028, NUTS (DEA36) и LOCODE (DE OER) код.

## Географски и демографски подаци
Ер-Еркеншвик се налази у савезној држави Северна Рајна-Вестфалија у округу Реклингхаузен. Град се налази на надморској висини од 72 метра. Површина општине износи 38,7 km². У самом граду је, према процјени из 2010. године, живјело 30.303 становника. Просјечна густина становништва износи 783 становника/km².

## Међународна сарадња
| Мјесто        | Држава               | Врста сарадње | Од    |
| ------------- | -------------------- | ------------- | ----- |
| Оба           | Турска               | пријатељство  | 2003. |
|               | Пољска               | партнерство   | 2002. |
| Кочевје       | Словенија            | пријатељство  | 1992. |
| Троицк        | Русија               | пријатељство  | 1991. |
| Норт Тајнсајд | Уједињено Краљевство | партнерство   | 1972. |
| Алијен        | Француска            | партнерство   | 1969. |
| Извор         |                      |               |       |